# 有馬晋作
有馬 晋作（ありま しんさく、1955年 - ）は、日本の行政学者。宮崎公立大学第8代学長・名誉教授。専門は行政学、地方自治論。博士（学術）。日本地方自治研究学会常任理事。

## 経歴
鹿児島県鹿児島市生まれ。1974年3月鹿児島県立甲南高等学校卒業。高校での部活動は化学部。1975年4月明治大学経営学部経営学科入学、1979年3月に卒業し、商業の高校教員免許を取得。1980年12月鹿児島県庁（鹿児島県上級行政職）に入職し、以降23年間勤務。県庁では高齢者福祉、過疎対策などを担当。その間に、自治省（現・総務省）財政局での「地方財政白書」の執筆や、鹿児島県大口市役所（現・伊佐市）での勤務を経験する。1996年4月鹿児島大学大学院法学研究科法学専攻へ入学して1998年3月修了し、修士（法学）の学位を授与される。鹿児島県職員として働きながら、社会人大学院生として研究をし、休日には職場での体験ももとに論文執筆にいそしんだ。2003年4月鹿児島大学大学院人文社会科学研究科博士後期課程地域政策科学専攻入学、2006年3月単位取得満期。後に、2015年3月、論文により鹿児島大学から博士（学術）の学位を受ける。
自治体職員から転じて研究者の道を歩むため、宮崎公立大学の行政学研究者の募集に応じ、2004年4月に宮崎公立大学人文学部助教授として採用されて、2007年4月から准教授、2008年4月に教授へ昇任。教授職の間、学生部長、教務部長を務め、2017年4月に宮崎公立大学学長就任（第8代）。大学では、行政論、地方自治論を担当する一方、宮崎日日新聞などの宮崎県内のマスメディアを中心に、東国原英夫宮崎県政をはじめとする県内の地方行政に関するコメントを行っている。『東国原知事は宮崎をどう変えたかーマニフェスト型行政の挑戦』で、2009年度の第7回法政大学地域政策研究賞奨励賞を受賞。『暴走するポピュリズム　─日本と世界の政治危機』で、2021年度の第32回宮日出版文化賞と2022年度の日本地方自治研究学会学会賞を受賞。2023年3月に宮崎公立大学教授・学長を退任し、同年に宮崎公立大学名誉教授の称号を授与される。2023年4月より鹿児島大学法文学部附属「鹿児島の近現代」教育研究センター客員教授。

## 著書
- 『東国原知事は宮崎をどう変えたか―マニフェスト型行政の挑戦』ミネルヴァ書房、2009年。ISBN 978-4623055760。
- 『劇場型首長の戦略と功罪―地方分権時代に問われる議会』ミネルヴァ書房、2011年。ISBN 978-4-623-06199-0。
- 『劇場型ポピュリズムの誕生:橋下劇場と変貌する地方政治』ミネルヴァ書房、2017年。ISBN 978-4-623-07850-9。
- 『暴走するポピュリズム　─日本と世界の政治危機』（筑摩選書）筑摩書房、2021年。ISBN 978-4-480-01735-2。